# Exophiala dermatitidis
Exophiala dermatitidis är en svampart som först beskrevs av Kano, och fick sitt nu gällande namn av de Hoog 1977. Exophiala dermatitidis ingår i släktet Exophiala och familjen Herpotrichiellaceae.   Inga underarter finns listade i Catalogue of Life.